# Tsutomu Nihei
Tsutomu Nihei (弐瓶 勉 Nihei Tsutomu, nascut el 1971) és un artista japonès de manga, principalment del gènere de la ciència-ficció i el ciberpunk. Algunes de les seves obres són Blame!, Biomega, Abara, Knights of Sidonia i Aposimz.
El 2015, el seu manga Knights of Sidonia va ser premiat a la 39a edició del guardó Kodansha Manga Award. El 2016 va rebre el guardó Comic-Con International's Inkpot Award. L'any 2019, la 46a edició del Festival International de la Bande Dessinée d'Angoulême el va homenatjar dedicant-li l'exposició retrospectiva «Tsutomu Nihei, l'Arpenteur des futurs». Les seves obres Blame! i Knights of Sidonia han estat adaptades al cinema d'animació.

## Biografia
Va néixer a la prefectura de Fukushima. De petit li agradava dibuixar, tot i que no va dibuixar mai manga. Després de graduar-se a l'institut va començar a treballar en una constructora, però es va adonar que no servia per a treballar en equip. Això va fer que decidís abandonar la seva feina per una carrera d'artista manga. Després d'un any d'intentar esdevenir artista al Japó, es va traslladar a Nova York i durant 11 mesos va estudiar a la Parsons School of Art and Design de Manhattan.
Un cop de nou al Japó, va treballar a temps parcial en un estudi d'arquitectura, i va presentar el seu art a diferents editorials sense arribar a reeixir. La publicació Afternoon li va atorgar el premi Special Jury Prize de 1995 pel seu relat curt Blame, però encara van passar 2 anys abans no va tenir una publicació seriada. En aquest període va treballar durant 5 mesos d'assistent de Tsutomu Takahashi, qui aleshores feia Jiraishin per a Afternoon. El 1997 va començar a treballar en la seva primera sèrie, Blame!.
El 2003 va col·laborar amb l'editorial Marvel publicant l'àlbum Snikt!, on fa una interpretació personal del superheroi Wolverine. El mateix any l'editorial Kodansha li va publicar un llibre d'il·lustracions, titulat Blame! and so on. El 2004 va començar una nova sèrie llarga, Biomega, publicada de 2004 a 2009 a la revista Ultra Jump de l'editorial Shueisha. Paral·lelament, Nihei va publicar el 2006 Abara a Shueisha, i Halo – Breaking Quarantaine a Marvel, un capítol de l'antologia Halo Graphic Novel derivada de la saga de videojocs homònima.
De 2009 a 2015 va publicar a la revista Afternoon la sèrie Knights of Sidonia. El 2017 va començar un nou manga, Aposimz.
El 2014 la productora Polygon Pictures va iniciar l'adaptació en format de sèrie d'animació de Knights of Sidonia, que actualment consta de dues temporades. El 2017 la mateixa productora va adaptar Blame! a film d'animació. Ambdues produccions van comptar amb la participació de l'autor.

## Estil
Nihei és aficionat a la literatura de ciència-ficció i admirador de William Gibson. La seva experiència en el món de la construcció i el disseny es palesa en els paisatges i ambientacions de les seves obres. L'autor ha reconegut també la influència d'autors fora del món del manga, com Enki Bilal i el seu ús del color, i les visions terrorífiques i monstruoses de H.R. Giger i Clive Barker.
El procés creatiu de Tsutomu Nihei ha evolucionat al llarg de la seva carrera. A les seves primeres obres elaborava les històries a partir d'escenes i personatges esparsos, sense pensar en detall en la línia argumental. Blame! en particular acusa aquesta manera de fer, i és un dels motius pels quals és considerada una de les seves obres més obscures i vagues. Posteriorment, Nihei ha adoptat narratives més clàssiques posant èmfasi en la comprensibilitat de les seves històries. Aquest viratge cap la claredat narrativa també és reflecteix en el seu treball gràfic. Així com els manga primerencs destaquen pel traç enèrgic i la preeminència del color negre, a partir de Knights of Sidonia ho fan pel traç primmirat i una predominància del blanc.